# 国際スノーボード&スケートボード専門学校
国際スノーボード&スケートボード専門学校（こくさいすのーぼーどあんどすけーとぼーどせんもんがっこう、JWSC）とは、新潟県妙高市原通にある私立専修学校。運営主体は学校法人国際総合学園。スキー・スノーボードの競技者として、指導者として、スタッフとして、ウィンタースポーツ業界の担い手となる人材育成を行っている。

## 概要
1999年に全日本ウィンタースポーツ専門学校として開校し、2023年4月1日に国際スノーボード&スケートボード専門学校に改称した。
日本で初めて雪上競技の専門学校であり、過去に冬季オリンピックに出場した選手が輩出され、スノーボードの藤森由香、広野あさみは当学校の卒業生である。2018年平昌オリンピック代表の冨田せなは当学校に在籍中。